# Phyllanthus lichenisilvae
Phyllanthus lichenisilvae là một loài thực vật có hoa trong họ Diệp hạ châu. Loài này được (Leandri ex Humbert) Petra Hoffm. & McPherson mô tả khoa học đầu tiên năm 2003.